# Parnassius eversmanni

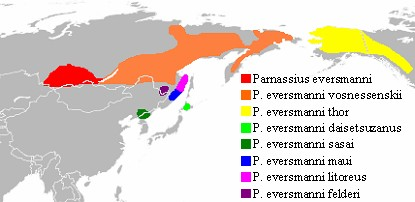
Verspreiding van de ondersoorten

Parnassius eversmanni is een dagvlinder uit de familie Papilionidae, de pages. De soort is vernoemd naar Eduard Friedrich Eversmann, een Duits entomoloog.
De spanwijdte varieert van 48 tot 50 millimeter.

## Ondersoorten
- Parnassius eversmanni vosnessenskii
- Parnassius eversmanni thor
- Parnassius eversmanni daisetsuzanus
- Parnassius eversmanni sasai
- Parnassius eversmanni maui
- Parnassius eversmanni litoreus
- Parnassius eversmanni felderi